# Bīgān
Bīgān är en ort i Iran.   Den ligger i provinsen Nordkhorasan, i den nordöstra delen av landet, 600 km öster om huvudstaden Teheran. Bīgān ligger 1 145 meter över havet och antalet invånare är 716.
Terrängen runt Bīgān är huvudsakligen kuperad, men åt sydost är den platt. Runt Bīgān är det ganska tätbefolkat, med 75 invånare per kvadratkilometer. Närmaste större samhälle är Shīrvān, 17,6 km öster om Bīgān. Omgivningarna runt Bīgān är i huvudsak ett öppet busklandskap.